# Михайлін Євген Дмитрович
Євген Дмитрович Михайлін (рос. Евгений Дмитриевич Михайлин; нар. 23 березня 1947, Волоколамськ, Московська область, СРСР) — радянський футболіст, півзахисник. Срібний призер чемпіонату СРСР 1968 року.

## Життєпис
Вихованець ДЮСШ «Спартак» (Москва). Розпочав кар'єру в московському «Спартаку» в 1964 році. Перший матч за основний склад червоно-білих провів 3 жовтня 1967 року. Єдиним голом у складі «Спартака» відзначився 16 квітня 1968 року. У 1968 році завоював срібні медалі чемпіонату СРСР. Всього зіграв за «Спартак» 39 матчів, в тому числі 38 в чемпіонаті СРСР і один в розіграші Кубка СРСР. Шість разів був замінений, чотири рази виходив на заміну. Забив 1 м'яч. За дубль московського «Спартака» зіграв понад 83 матчів і забив 8 м'ячів.
Сезон 1970 року провів в одеському «Чорноморці». У 1971 році перейшов в іншу команду вищої ліги «Кайрат» з Алма-Ати, за яку грав 5 років. У тому ж році в складі алматинської команди, вперше в історії радянського футболу, завоював Кубок Міжнародного спортивного союзу залізничників. За підсумками сезону 1974 роки команда вилетіла в першу лігу. Провівши один сезон за алматинців у другому дивізіоні радянського футболу перейшов в іншу казахстанську команду, «Трактор» з Павлодару, яка виступала у другій лізі. Після закінчення сезону 1976 року завершив кар'єру футболіста.
З червня по листопад 1980 року працював тренером команди другої ліги «Цілинник» (Цілиноград). У 1981 році був головним тренером клубу «Шахтаря» з Караганди. З 1982 по 1988 роки працював у ДЮСШ №44 в Алма-Аті. У 1989 році переїхав до Москви і працював тренером в СШ «Медик».

## Статистика виступів
Дані по матчах і забитим м'ячам у Кубку СРСР і турнірі дублерів неповні. Через це, поряд з цифрою стоїть знак ↑.
| Клуб                  | Сезон               | Ліга  | Ліга | Кубок | Кубок | Єврокубки | Єврокубки | Інші  | Інші | Загалом | Загалом |
| Клуб                  | Сезон               | Матчі | Голи | Матчі | Голи  | Матчі     | Голи      | Матчі | Голи | Матчі   | Голи    |
| --------------------- | ------------------- | ----- | ---- | ----- | ----- | --------- | --------- | ----- | ---- | ------- | ------- |
| «Спартак» (Москва)    | 1964                | 0     | 0    | 0     | 0     | 0         | 0         | 6     | 0    | 6       | 0       |
| «Спартак» (Москва)    | 1965                | 0     | 0    | 0     | 0     | 0         | 0         | 22    | 1    | 22      | 1       |
| «Спартак» (Москва)    | 1966                | 0     | 0    | 0     | 0     | 0         | 0         | 31    | 2    | 31      | 2       |
| «Спартак» (Москва)    | 1967                | 10    | 0    | 0     | 0     | 0         | 0         | 24    | 2    | 34      | 2       |
| «Спартак» (Москва)    | 1968                | 27    | 1    | 1     | 0     | 0         | 0         | ?     | 2    | 28↑     | 3       |
| «Спартак» (Москва)    | 1969                | 1     | 0    | ?     | 0     | 0         | 0         | ?     | 1    | 1↑      | 1       |
| «Спартак» (Москва)    | Загалом             | 38    | 1    | 1↑    | 0     | 0         | 0         | 83↑   | 8    | 122↑    | 9       |
| «Чорноморець» (Одеса) | 1970                | 25    | 3    | 5     | 0     | 0         | 0         | ?     | 0    | 30↑     | 3       |
| «Чорноморець» (Одеса) | Загалом             | 25    | 3    | 5     | 0     | 0         | 0         | ?     | 0    | 30↑     | 3       |
| «Кайрат»              | 1971                | 27    | 2    | 5     | 1     | 0         | 0         | ?     | 0    | 32↑     | 3       |
| «Кайрат»              | 1972                | 26    | 0    | 3     | 0     | 0         | 0         | ?     | 0    | 29↑     | 3       |
| «Кайрат»              | 1973                | 7     | 0    | 0     | 0     | 0         | 0         | ?     | 1    | 7↑      | 1       |
| «Кайрат»              | 1974                | 14    | 1    | 3     | 0     | 0         | 0         | ?     | 1    | 17↑     | 2       |
| «Кайрат»              | 1975                | 23    | 1    | 2     | 0     | 0         | 0         | 0     | 0    | 25      | 1       |
| «Кайрат»              | Загалом             | 97    | 4    | 13    | 1     | 0         | 0         | ?     | 2    | 110↑    | 7       |
| «Трактор» (Павлодар)  | 1976                | 39    | 0    | 0     | 0     | 0         | 0         | 0     | 0    | 39      | 0       |
| «Трактор» (Павлодар)  | Загалом             | 39    | 0    | 0     | 0     | 0         | 0         | 0     | 0    | 39      | 0       |
| Усього за кар'єру     | Усього за кар'єру   | 199   | 8    | 19↑   | 1     | 0         | 0         | 83↑   | 10   | 301↑    | 19      |
| Усього у вищій лізі   | Усього у вищій лізі | 137   | 7    | 17↑   | 1     | 0         | 0         | 83↑   | 10   | 237↑    | 18      |

1. ↑  Інформацію про матчі та голи за клуб в різних лігах чемпіонату СРСР
2. ↑  Інформацію про матчі та голи за клуб в розіграші Кубка СРСР
3. ↑  Інформація про матчі та голи за клуб в розіграші єврокубків.
4. ↑  Інформація про матчі та голи за клуб в турнірі дублерів.

## Досягнення
- Вища ліга
  -  Срібний призер (1): 1968

- Кубок Міжнародного спортивного союзу залізничників
  -  Володар (1): 1971